# Pogonocherus inermicollis
Pogonocherus inermicollis — вид жесткокрылых из семейства усачей. Время лёта жука с марта по июнь.

## Распространение
Распространён в Турции, Грузии и России.

## Описание
Жук длиной от 5 до 7 мм.

## Развитие
Жизненный цикл вида длится от одного года до двух лет. Кормовым растениям является пихта Норманда (Abies nordmanniana).